# Puccinia eatoniae
Puccinia eatoniae ist eine Ständerpilzart aus der Ordnung der Rostpilze (Pucciniales). Der Pilz ist ein Endoparasit von Hahnenfuß und Myosotis virginica sowie von Sphenopholis-Süßgräsern. Symptome des Befalls durch die Art sind Rostflecken und Pusteln auf den Blattoberflächen der Wirtspflanzen. Sie kommt in Nordamerika und der Karibik vor.

## Merkmale

### Makroskopische Merkmale
Puccinia eatoniae ist mit bloßem Auge nur anhand der auf der Oberfläche des Wirtes hervortretenden Sporenlager zu erkennen. Sie wachsen in Nestern, die als gelbliche bis braune Flecken und Pusteln auf den Blattoberflächen erscheinen.

### Mikroskopische Merkmale
Das Myzel von Puccinia eatoniae wächst wie bei allen Puccinia-Arten interzellulär und bildet Saugfäden, die in das Speichergewebe des Wirtes wachsen. Die systemisch wachsenden Aecien der Art besitzen 15–24 × 12–20 µm große, breitellipsoide bis kugelige und hyalin-hellgelbliche Aeciosporen. Die gelbbraunen Uredien der Art wachsen oberseitig auf den Blättern der Wirtspflanze. Ihre hellgelben bis farblosen Uredosporen sind für gewöhnlich breitellipsoid bis eiförmig, 22–26 × 18–21 µm groß und fein stachelwarzig. Die auf Hüllrohren und blattunterseitig wachsenden Telien der Art sind braun und lange bedeckt. Die haselnussbraunen Teliosporen des Pilzes sind zweizellig, in der Regel lang keulenförmig und 35–52 × 13–19 µm groß. Ihre Stiele sind bräunlich und bis zu 15 µm lang.

## Verbreitung
Das bekannte Verbreitungsgebiet von Puccinia eatoniae reicht vom Süden Kanadas über die USA bis in die Dominikanische Republik.

## Ökologie
Die Wirtspflanzen von Puccinia eatoniae sind für den Haplonten verschiedene Hahnenfüße (Ranunculus spp.) und das Vergissmeinnicht Myosotis virginica sowie Sphenopholis-Arten für den Dikaryonten. Der Pilz ernährt sich von den im Speichergewebe der Pflanzen vorhandenen Nährstoffen, seine Sporenlager brechen später durch die Blattoberfläche und setzen Sporen frei. Die Art verfügt über einen Entwicklungszyklus mit Telien, Uredien, Spermogonien und Aecien und macht einen Wirtswechsel durch.